# 金色のマビノギオン -アーサー王の妹姫-
『金色のマビノギオン‐アーサー王の妹姫‐』（きんいろのマビノギオン アーサーおうのいもうとひめ）は、山田南平による日本の漫画作品。

## 概要
『別冊花とゆめ』（白泉社）2017年1月号に第1話を掲載。第2話から第5話後編を2017年1月20日から7月21日まで『花LaLa online』（同）にて連載した後、2017年8月2日に運営を開始したアプリ『マンガPark』（同）に移籍。24日より第6話前半以降の連載を継続している。
アーサー王物語を題材としており、三人の高校生が5世紀のブリテンに迷い込むところから物語は始まる。

## 登場人物
若宮・アンナ・たまき（わかみや・アンナ・たまき）
アーサーと同じ魂を持つ少女。英国人とのハーフで、彼女曰く「暗い所だと茶色で光の側だと金色」の目を持つ。
アーサー
前君主の嫡子。エクターの子として育つ。
小町真（こまちまこと）
たまきの幼馴染で親友の、同い年の少女。アーサー王伝説オタク。マーリンより魔術やドルイドの教義を教わる。
雪下広則（ゆきのしたひろのり）
たまきの幼馴染で親友の、同い年の少年。合気道教室の跡取り息子であり、自分自身も合気道を得意とする。ケイより剣と乗馬を習う。
ガウェイン
アーサーの甥で、彼に仕える騎士。精霊の加護を受けている。
マーリン
魔術師。真の師である。
ニムエ
湖の乙女。エレインの姉。騎士・ベイリンにより殺害される。
エレイン
湖の乙女。ニムエの妹。
エクター
ケイの父親。マーリンの指示により、アーサーを育てた。
ケイ
エクターの息子。アーサーの乳兄弟。

## 書誌情報
- 山田南平『金色のマビノギオン -アーサー王の妹姫-』白泉社〈花とゆめコミックススペシャル〉、既刊8巻（2024年12月20日現在）
  1. 2017年11月20日発売[8][10]、ISBN 978-4-592-21881-4
  2. 2018年8月20日発売[11]、ISBN 978-4-592-21882-1
  3. 2019年7月19日発売[12][13]、ISBN 978-4-592-21883-8
  4. 2020年2月20日発売[14][15]、ISBN 978-4-592-21884-5
  5. 2021年2月19日発売[16]、ISBN 978-4-592-21885-2
  6. 2022年4月20日発売[17]、ISBN 978-4-592-22231-6
  7. 2023年9月20日発売[18]、ISBN 978-4-592-22232-3
  8. 2024年12月20日発売[19]、ISBN 978-4-592-22233-0